# Klaphek (IJsselstein)
Klaphek is een buurtschap in de Nederlandse provincie Utrecht, in de streek Lopikerwaard, gemeente IJsselstein. De buurtschap bestaat uit één enkele straat. 
De buurtschap is ontstaan op de plaats waar de geindijk aansloot op de Lekdijk. Door de aanleg van de A2 en later ook een rioolwaterzuiveringsinstallatie werd de verbinding met de geindijk verbroken en is het restant "Het Klaphek" genoemd. 
De buurtschap Klaphek viel tot en met 30 juni 1971 onder de gemeenten Vreeswijk (het zuidelijke deel van de weg Het Klaphek) en Jutphaas (het noordelijk deel ervan). De buurtschap Klaphek is met de samenvoeging van de gemeenten Jutphaas en Vreeswijk per 1 juli 1971 aanvankelijk opgegaan in de nieuwe gemeente Nieuwegein. Met de herindelingen van 1989 is dit deel van Nieuwegein, dat aan de overkant van de A2 lag, naar de gemeente IJsselstein overgegaan. Tegelijkertijd is de watertoren van IJsselstein met omgeving, die oostelijk van de A2 aan de Nieuwegeinse kant was komen te liggen, naar de gemeente Nieuwegein overgegaan.
De buurt ligt bij de locatie waar het verdwenen dorp Hoppenesse lag en heeft voor de geschiedenis van Zuid-Holland betekenis omdat hier in 1285 de bovenloop van de Hollandse IJssel werd afgedamd, waardoor het Hollandse veenland veel minder wateroverlast had en nog beter ontgonnen kon worden. Zie het boek over "De Dam bij Hoppenesse" bij het onderwerp Dam bij het Klaphek.